# ترتاتولول
ترتاتولول هو دواء من صنف حاصرات بيتا يستخدم في علاج فرط ضغط الدم، اكتشفته سرفير وسوقته في أوروبا.
يبدو أن لترتاتولول مفعولا ضادا لمستقبل 5-HT1A مشابها بندولول.

## الأسماء التجارية
- Artex
- Artexal
- Prenalex